# Ryosuke Ochi
Ryosuke Ochi (越智 亮介 Ochi Ryosuke?, nacido el 7 de abril de 1990 en Ehime) es un futbolista japonés que se desempeña como centrocampista.

## Trayectoria

### Clubes
| Club             | País  | Año         |
| ---------------- | ----- | ----------- |
| Ehime FC         | Japón | 2009 - 2012 |
| Zweigen Kanazawa | Japón | 2013 - 2014 |
| Fujieda MYFC     | Japón | 2015 -      |

## Estadística de carrera

### J. League
| Club             | Año   | J. League | J. League | Copa J. League | Copa J. League | Total | Total |
| Club             | Año   | Part.     | Goles     | Part.          | Goles          | Part. | Goles |
| ---------------- | ----- | --------- | --------- | -------------- | -------------- | ----- | ----- |
| Ehime FC         | 2009  | 6         | 0         | -              | -              | 6     | 0     |
| Ehime FC         | 2010  | 31        | 1         | -              | -              | 31    | 1     |
| Ehime FC         | 2011  | 32        | 0         | -              | -              | 32    | 0     |
| Ehime FC         | 2012  | 0         | 0         | -              | -              | 0     | 0     |
| Zweigen Kanazawa | 2014  | 16        | 1         | -              | -              | 16    | 1     |
| Fujieda MYFC     | 2015  | 36        | 5         | -              | -              | 36    | 5     |
| Fujieda MYFC     | 2016  | 29        | 1         | -              | -              | 29    | 1     |
| Fujieda MYFC     | 2017  | 21        | 4         | -              | -              | 21    | 4     |
| Total            | Total | 171       | 12        | 0              | 0              | 171   | 12    |